# Sarax pakistanus
Espèce
Synonymes
- Charinus pakistanus Weygoldt, 2005

Sarax pakistanus est une espèce d'amblypyges de la famille des Charinidae.

## Distribution
Cette espèce est endémique du Khyber Pakhtunkhwa au Pakistan,. Elle se rencontre vers Malkandi.

## Description
La carapace du mâle holotype décrit par Miranda, Giupponi, Prendini et Scharff en 2021 mesure 2,13 mm de long sur 2,88 mm.

## Systématique et taxinomie
Cette espèce a été décrite sous le protonyme Charinus pakistanus par Weygoldt en 2005. Elle est placée dans le genre Sarax par Miranda, Giupponi, Prendini et Scharff en 2021.

## Étymologie
Son nom d'espèce lui a été donné en référence au lieu de sa découverte, le Pakistan.

## Publication originale
- Weygoldt, 2005 : « Biogeography, systematic position, and reproduction of Charinus ioanniticus (Kritscher 1959) with the description of a new species from Pakistan (Chelicerata, Amblypygi, Charinidae). » Senckenbergiana Biologica, vol. 85, no 1, p. 43-56.